# 色中心レーザー
色中心レーザー（いろちゅうしんレーザー、英語: Color-center laser）あるいはF中心レーザー（英語: F-center laser）は、色中心を励起することによる誘導放出を利用したレーザー。

## 概要
励起の方法として色中心レーザーは色素レーザーと原理は同様で、色素セルの代わりにアルカリハライドなどのイオン結晶中の格子欠陥の色中心を利用する。
1974年に Linn F. Mollenauer と D. H. Olson によって開発された。

## 文献
- 黒堀利夫, 竹内望. "色中心レーザー." レーザー研究 11.9 (1983): 687-693.
- 黒堀利夫, 竹内望, 「色中心レーザー」『応用物理』 56巻 12号 1987年 p.1653-1654, doi:10.11470/oubutsu1932.56.1653
- 竹添秀刀, 福田敦夫, 久世栄一, 「色中心レーザーの原理と信頼性」『分光研究』 31巻 4号 1982年 p.263-266, doi:10.5111/bunkou.31.263
- 坪井泰住, 「28p-YN-4 LiF:F_3^+色中心レーザーの安定性と不安定性」『日本物理学会講演概要集. 年会』 50.2 巻 (1995), セッションID: 28p-YN-4, doi:10.11316/jpsgaiyog.50.2.0_239_1
- 坪井泰住, 顧洪恩, 「15a-DF-15 緑色発光 LiF: F_3^+ 色中心レーザーの製作」『日本物理学会講演概要集. 秋の分科会』 1993.2 巻 (1993), セッションID: 15a-DF-15, doi:10.11316/jpsgaiyoj.1993.2.0_344_1
- 黒堀利夫, 竹内望, 「LiF: Mg単結晶のF2中心を用いた色中心レーザの動作寿命」『材料』 35巻 391号 1986年 p.441-445